# Dictyostega
Dictyostega là một chi thực vật có hoa trong họ Burmanniaceae. Loài duy nhất hiện được công nhận trong chi này là Dictyostega orobanchoides